# Lista localităților din provincia Düzce

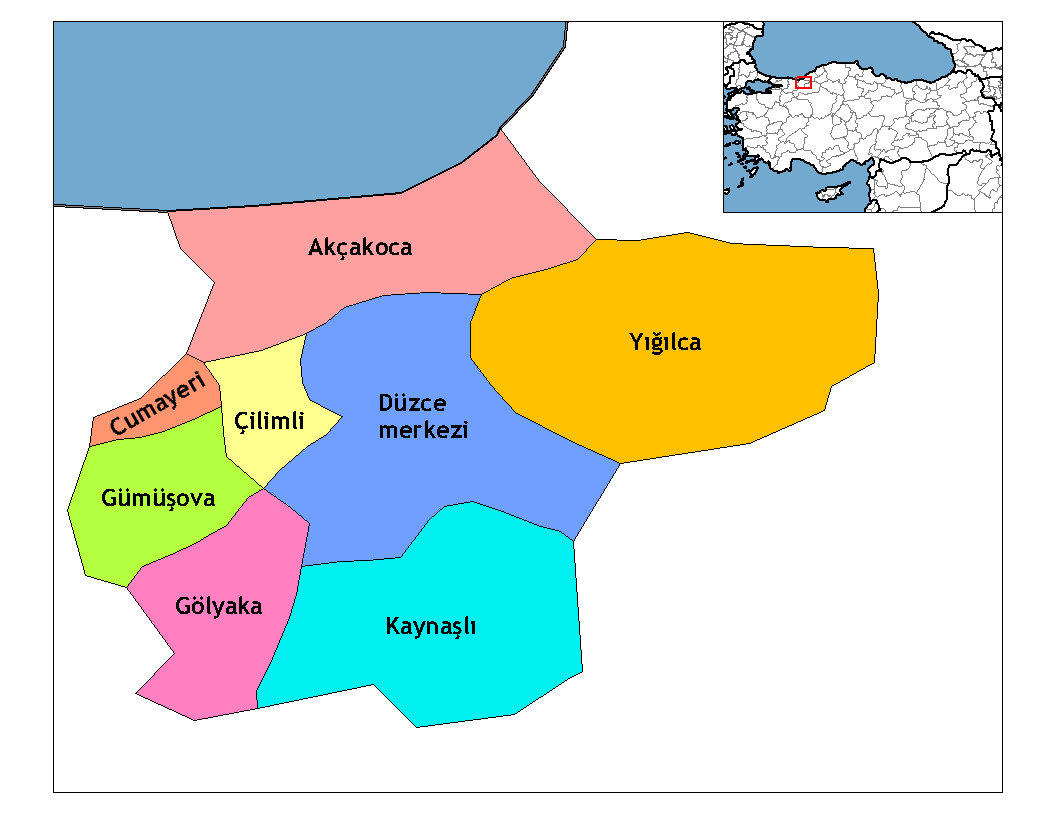
Provincia Düzce

Aceasta este lista localităților din Provincia Düzce, Turcia, după districte. În secțiunile de mai jos, prima localitate din fiecare listă este centrul administrativ al districtului..

## Düzce
- Düzce
- Aktarla, Düzce
- Akyazı, Düzce
- Altınpınar, Düzce
- Asar, Düzce
- Aybaşı, Düzce
- Aydınpınar, Düzce
- Aynalı, Düzce
- Bahçe, Düzce
- Ballıca, Düzce
- Bataklı Çiftlik, Düzce
- Beyköy, Düzce
- Boğaziçi, Düzce
- Büyük Açma, Düzce
- Çakırhacı İbrahim, Düzce
- Çamlısu, Düzce
- Çınardüzü, Düzce
- Çınarlı, Düzce
- Çiftlik, Düzce
- Dağdibi, Düzce
- Değirmenbaşı, Düzce
- Derdin, Düzce
- Develi, Düzce
- Doğanlı, Düzce
- Duraklar, Düzce
- Düverdüzü, Düzce
- Düz, Düzce
- Eminaçma, Düzce
- Erdemli, Düzce
- Esençam, Düzce
- Esentepe, Düzce
- Eski Mengencik, Düzce
- Fevziye, Düzce
- Fındıklı Aksu, Düzce
- Gökçe, Düzce
- Gölormanı, Düzce
- Güldere, Düzce
- Gümüşpınar, Düzce
- Günbaşı, Düzce
- Gündolaması, Düzce
- Güven, Düzce
- Hacı Ahmetler, Düzce
- Hacı Aliler, Düzce
- Hasanlar, Düzce
- Hatipli Ketenciler, Düzce
- Hocaoğlu, Düzce
- İhsaniye, Düzce
- İslahiye, Düzce
- İstilli, Düzce
- Kabalak, Düzce
- Kadıoğlu, Düzce
- Kaledibi, Düzce
- Karaçalı, Düzce
- Karadere Hasanağa, Düzce
- Kavakbıçkı, Düzce
- Kaymakçı, Düzce
- Kemerkasım, Düzce
- Kızılcık, Düzce
- Kirazlı, Düzce
- Konaklı, Düzce
- Konuralp, Düzce
- Kozluk, Düzce
- Köprübaşı, Düzce
- Kurtsuyu, Düzce
- Kuşaçması, Düzce
- Kutlu, Düzce
- Küçükahmet, Düzce
- Küçükmehmet, Düzce
- Mamure, Düzce
- Muncurlu, Düzce
- Muradiye Mengencik, Düzce
- Musababa, Düzce
- Nasırlı, Düzce
- Nuhlar, Düzce
- Osmanca, Düzce
- Otluoğlu, Düzce
- Ovapınar, Düzce
- Ozanlar, Düzce
- Özyanık, Düzce
- Paşakonağı, Düzce
- Paşaormanı, Düzce
- Pınarlar, Düzce
- Samandere, Düzce
- Sancakdere, Düzce
- Sinirci, Düzce
- Soğukpınar, Düzce
- Suncuk, Düzce
- Şaziye, Düzce
- Taşköprü, Düzce
- Turaplar, Düzce
- Uğur, Düzce
- Üçyol, Düzce
- Yaka, Düzce
- Yayakbaşı, Düzce
- Yayla, Düzce
- Yeni Aynalı, Düzce
- Yeni Karaköy, Düzce
- Yeni Taşköprü, Düzce
- Yeşilçam, Düzce
- Yeşilçimen, Düzce
- Yörük, Düzce

## Akçakoca
- Akçakoca
- Aktaş, Akçakoca
- Altunçay, Akçakoca
- Arabacı, Akçakoca
- Balatlı, Akçakoca
- Beyhanlı, Akçakoca
- Beyören, Akçakoca
- Çayağzı, Akçakoca
- Çiçekpınar, Akçakoca
- Dadalı, Akçakoca
- Davutağa, Akçakoca
- Deredibi, Akçakoca
- Dereköy, Akçakoca
- Dilaver, Akçakoca
- Doğancılar, Akçakoca
- Döngelli, Akçakoca
- Edilli, Akçakoca
- Esmahanım, Akçakoca
- Fakıllı, Akçakoca
- Göktepe, Akçakoca
- Hasançavuş, Akçakoca
- Hemşin, Akçakoca
- Kalkın, Akçakoca
- Karatavuk, Akçakoca
- Kepenç, Akçakoca
- Kınık, Akçakoca
- Kirazlı, Akçakoca
- Koçar, Akçakoca
- Koçullu, Akçakoca
- Kurugöl, Akçakoca
- Kurukavak, Akçakoca
- Küpler, Akçakoca
- Melenağzı, Akçakoca
- Nazımbey, Akçakoca
- Ortanca, Akçakoca
- Paşalar, Akçakoca
- Sarıyayla, Akçakoca
- Subaşı, Akçakoca
- Tahirli, Akçakoca
- Tepeköy, Akçakoca
- Uğurlu, Akçakoca
- Yenice, Akçakoca
- Yeşilköy, Akçakoca

## Cumayeri
- Cumayeri
- Avlayan, Cumayeri
- Büyükmelen, Cumayeri
- Çamlıpınar, Cumayeri
- Çelikdere, Cumayeri
- Dokuzdeğirmen, Cumayeri
- Esentepe, Cumayeri
- Hamascık, Cumayeri
- Harmankaya, Cumayeri
- Iğdır, Cumayeri
- Kızılüzüm, Cumayeri
- Mısırlık, Cumayeri
- Ordulukaradere, Cumayeri
- Ören, Cumayeri
- Sırtpınar, Cumayeri
- Subaşı, Cumayeri
- Taşlık, Cumayeri
- Üvezbeli, Cumayeri
- Yenitepe, Cumayeri
- Yeşiltepe, Cumayeri
- Yukarıavlayan, Cumayeri

## Çilimli
- Çilimli
- Bıçkıbaşı, Çilimli
- Çalılık, Çilimli
- Dikmeli, Çilimli
- Döngelli, Çilimli
- Esenli, Çilimli
- Hızardere, Çilimli
- İshaklar, Çilimli
- Kafyayla, Çilimli
- Karaçörtlen, Çilimli
- Kırkharman, Çilimli
- Kiraztarla, Çilimli
- Kuşoğlu, Çilimli
- Pırpır, Çilimli
- Sarımeşe, Çilimli
- Söğütlü, Çilimli
- Tepeköy, Çilimli
- Yeniköy, Çilimli
- Yenivakıf, Çilimli
- Yukarıkaraköy, Çilimli

## Gölyaka
- Gölyaka
- Aksu, Gölyaka
- Bakacak, Gölyaka
- Çamlıbel, Gölyaka
- Çay, Gölyaka
- Değirmentepe, Gölyaka
- Bekiroğlu, Gölyaka
- Güzeldere, Gölyaka
- Hacısüleymanbey, Gölyaka
- Hacıyakup, Gölyaka
- Hamamüstü, Gölyaka
- İçmeler, Gölyaka
- Kemeryanı, Gölyaka
- Muhapdede, Gölyaka
- Saçmalıpınar, Gölyaka
- Sarıdere, Gölyaka
- Taşlık, Gölyaka
- Yazlık, Gölyaka
- Yeşilova, Gölyaka
- Yunusefendi, Gölyaka
- Zekeriya, Gölyaka

## Gümüşova
- Gümüşova
- Ardıçdibi, Gümüşova
- Çaybükü, Gümüşova
- Dededüzü, Gümüşova
- Dereköy, Gümüşova
- Elmacık, Gümüşova
- Hacıkadirler, Gümüşova
- Halilbey, Gümüşova
- Kahveleryanı, Gümüşova
- Kıyıköy, Gümüşova
- Pazarcık, Gümüşova
- Selamlar, Gümüşova
- Soğuksu, Gümüşova
- Sultaniye, Gümüşova
- Yakabaşı, Gümüşova
- Yeşilyayla, Gümüşova
- Yıldıztepe, Gümüşova
- Yongalık, Gümüşova

## Kaynaşlı
- Kaynaşlı
- Bıçkıyanı, Kaynaşlı
- Çakırsayvan, Kaynaşlı
- Çamlıca, Kaynaşlı
- Çamoluk, Kaynaşlı
- Çatalçam, Kaynaşlı
- Darıyeribakacak, Kaynaşlı
- Darıyerihasanbey, Kaynaşlı
- Darıyerimengencik, Kaynaşlı
- Darıyeriyürükler, Kaynaşlı
- Dipsizgöl, Kaynaşlı
- Fındıklı, Kaynaşlı
- Hacıazizler, Kaynaşlı
- Muratbey, Kaynaşlı
- Sarıçökek, Kaynaşlı
- Sazköy, Kaynaşlı
- Tavak, Kaynaşlı
- Üçköprü, Kaynaşlı
- Yeniyurt, Kaynaşlı
- Yeşiltepe, Kaynaşlı

## Yığılca
- Yığılca
- Aksaklar, Yığılca
- Asar, Yığılca
- Aydınyayla, Yığılca
- Bekirler, Yığılca
- Çamlı, Yığılca
- Çiftlik, Yığılca
- Çukurören, Yığılca
- Dibektaş, Yığılca
- Doğanlar, Yığılca
- Dutlar, Yığılca
- Gaziler, Yığılca
- Gelenöz, Yığılca
- Geriş, Yığılca
- Gökçeağaç, Yığılca
- Güney, Yığılca
- Hacılar, Yığılca
- Hacıyeri, Yığılca
- Hebeler, Yığılca
- Hocaköy, Yığılca
- Hocatman, Yığılca
- Hoşafoğlu, Yığılca
- İğneler, Yığılca
- Karakaş, Yığılca
- Kırık, Yığılca
- Kocaoğlu, Yığılca
- Köseler, Yığılca
- Mengen, Yığılca
- Naşlar, Yığılca
- Orhangazi, Yığılca
- Redifler, Yığılca
- Sarıkaya, Yığılca
- Tıraşlar, Yığılca
- Tuğrul, Yığılca
- Yağcılar, Yığılca
- Yaylatepe, Yığılca
- Yeniyer, Yığılca
- Yılgın, Yığılca
- Yoğunpelit, Yığılca